# ブリヤート語
ブリヤート語（ブリヤートご、ブリヤート語: буряад хэлэн、ᠪᠤᠷᠢᠶᠠᠳ
ᠮᠣᠩᠭᠣᠯ
ᠬᠡᠯᠡᠨ）は、ロシア連邦のブリヤート共和国などで話されているモンゴル系言語。ブリヤートモンゴル語などとも言われる。独立した言語とされることが多いが、モンゴル国などのハルハ方言（標準モンゴル語）、中国の内モンゴル自治区などのチャハル方言、中国新疆ウイグル自治区などのオイラート方言（オイラト語）などとともに、モンゴル語の方言の一つとされていることもある。

## 歴史
1923年にブリヤート・モンゴル・ソビエト社会主義自治共和国が樹立されると、ソ連はモンゴルとの民族の切り離しを企図して、モンゴル語の方言の一つであったブリヤート語を公用語として採用する。しかし、1958年にはモンゴルとの結びつきを懸念して共和国の名称から「モンゴル」が削除されるとともに、ブリヤート語教育が禁じられた。その後、ペレストロイカの時期には復興運動が起きるものの、教員不足や共和国の住民の7割をロシア人が占めることから下火となった。共和国政府は、小学校入学の段階でロシア語を学ぶかブリヤート語を学ぶか選択できるとしている。教育機会が保証されているものの衰退の一途にある要因として田中克彦はブリヤート語における学術用語の欠如を指摘している。

## 下位分類
- 中国ブリヤート語【bxu】 65,000人
  - Bargu (bxu-bar)
  - Aga (bxu-aga)
  - Khori (bxu-kho)
- モンゴルブリヤート語【bxm】 45,100人
  - Khori (bxm-kho)
  - Aga (bxm-aga)
- ロシアブリヤート語【bxr】 219,000人
  - Barguzin (bxr-bar)
  - Oka (bxr-oka)
  - Ninzne-Udinsk (bxr-nin)
  - Bohaan (bxr-boh)
  - Alar (bxr-ala)
  - Bulagat (bxr-bul)
  - Tunka (bxr-tun)
  - Unga (bxr-ung)
  - Ekhirit (bxr-ekh)

## 文字
伝統的にはモンゴル文字を改良したブリヤート文字を使ってきたが、ロシア連邦のブリヤート共和国では、20世紀前半以降ロシア語のキリル文字に三文字を追加して使用している。
| А а | Б б | В в | Г г | Д д | Е е | Ё ё | Ж ж |
| З з | И и | Й й | К к | Л л | М м | Н н | О о |
| Ө ө | П п | Р р | С с | Т т | У у | Ү ү | Ф ф |
| Х х | Һ һ | Ц ц | Ч ч | Ш ш | Щ щ | Ъ ъ | Ы ы |
| Ь ь | Э э | Ю ю | Я я |     |     |     |     |

## ハルハ・モンゴル語との比較
表記面では、キリル文字を使用するが、ハルハ・モンゴル語の表記と若干異なり、һを加えて表記する。また、ハルハ・モンゴル語とことなり、жが表すのは歯擦音ではなく摩擦音である。
音声面では、ハルハ・モンゴル語で区別されるөとүの区別が短母音では失われ、いずれもүになっている。そのため、ブリヤート語の短母音は6つである。また、ハルハ・モンゴル語の歯擦音は、ブリヤート語では対応する摩擦音になっている。これにともない、жが表すのはブリヤート語では摩擦音である。また、ハルハ・モンゴル語のсは、ブリヤート語では母音の前ではһ、音節末ではдになっている。
形態面では、ハルハ・モンゴル語では現れない不定のнが主格で現れる（ただし、対格、造格、不定格では脱落、共同格ではどちらも使用）。また、ハルハ方言と異なり、人称代名詞が接尾辞化して動詞につき、人称変化が起こる。一人所単数、一人称複数、二人称単数、二人称複数で-б(-м), -бди(-мди), -ш, -тである。

## 文法
母音調和と呼ばれる第二音節以降に出現可能な母音に関する制限規則が存在する。具体的にはаоуからなる男性母音とүөэからなる女性母音は共存できず、さらに男性母音のなかでもоは区別される。そのため接尾辞にはа~о~э、аа~оо~ээ~өө、ай~ой~эй、уу~үүが交代する。以下ではこの母音交代をа3、аа4、ай3、уу2と略記する。

### 名詞
主格
ゼロ語尾
属格
-(г)ай3, -ын(-иин), -н
対格
-ые(-ы), -иие (-ии), -е, -гые (-гы)
与位格
-да3, -та3
具格
-(г)аар4, -яар4
共格
-тай3
奪格
-(г)һаа4